# I've Got a Feeling
〈I've Got a Feeling〉은 영국의 록 밴드 비틀즈가 1970년 음반 《Let It Be》에 수록한 곡이다. 1969년 1월 30일 비틀즈의 루프톱 콘서트 때 녹음되었다. 이 곡은 폴 매카트니의 〈I've Got a Feeling〉과 존 레논의 〈Everybody Had a Hard Year〉라는 두 가지 미완성 곡의 조합이다. 이 곡에는 전기 피아노에 빌리 프레스턴이 포함한다.
약 일주일 전에 녹음된 이 곡의 스튜디오 테이크는 1996년 《Anthology 3》 컴필레이션에 발표되었다. 2003년 리믹스 음반 《Let It Be... Naked》는 《Let It Be》에 사용된 루프톱 콘서트 테이크의 합성 편집곡과 같은 콘서트의 두 번째 시도곡이다.